# Уцелевший (фильм)
«Уцелевший» (англ. Lone Survivor) — американская биографическая военная драма с элементами боевика и триллера 2013 года, седьмой полнометражный фильм режиссёра и сценариста Питера Берга, снятый по документальной книге Маркуса Латтрелла и Патрика Робинсона Уцелевший. Действие происходит во время войны в Афганистане, в нём рассказывается о неудачной операции «Морских котиков» «Красные крылья» ВМС США, в ходе которой группе разведки и наблюдения «Морских котиков» из четырёх человек было поручено выследить лидера движения «Талибан» Ахмада Шаха. Сценаристом и режиссёром фильма выступил Питер Берг, а в главных ролях снялись Марк Уолберг, Тейлор Китч, Эмиль Хирш, Бен Фостер и Эрик Бана.
Впервые узнав о книге в 2007 году, Берг организовал несколько встреч с Латтреллом, чтобы обсудить экранизацию книги. Компания Universal Pictures приобрела права на экранизацию в августе 2007 года, после проведения торгов с другими крупными студиями. При воспроизведении событий Берг во многом использовал в своём сценарии рассказы очевидцев Латтрелла в книге, а также отчёты о вскрытии и инцидентах, связанных с миссией. После съёмок фильма Морской бой (2012) для Universal Берг возобновил работу над Уцелевшим. Основные съёмки начались в октябре 2012 года и завершились в ноябре, спустя 42 дня. Съёмки проходили на натуре в Нью-Мексико с использованием цифровой кинематографии. Латтрелл и несколько других ветеранов «Морских котиков» выступали в качестве технических консультантов, в то время как несколько подразделений Вооружённых сил США помогали в производстве. Визуальные эффекты создавали две компании, Industrial Light & Magic и Image Engine.
Фильм вышел в ограниченном прокате в США 25 декабря 2013 года, а затем в Северной Америке 10 января 2014 года. Фильм получил в целом положительные отзывы; критики высоко оценили режиссуру и реализм Берга, а также актёрскую игру, сюжет, визуальные эффекты и боевые эпизоды, хотя некоторая критика была направлена на то, что фильм сосредоточен на действии, а не на характеристике персонажей. Фильм собрал в прокате более 154 миллионов долларов, из которых 125 миллионов пришлось на Северную Америку. Он был выбран Национальным советом по рецензировани как один из десяти лучших фильмов 2013 года и получил две номинации на премию «Оскар» за лучший звуковой монтаж и лучший звук.

## Сюжет
В 2005 году Ахмад Шах, местный полевой командир Талибана в долине Корангал, был идентифицирован как лицо, ответственное за гибель нескольких морских пехотинцев, а также многих жителей деревни, которые, как полагают, помогали американским войскам в Афганистане. Команде «морских котиков» в составе Майкла Мерфи, Мэтью Экселсона, Дэнни Дитца и Маркуса Латтрелла было приказано захватить Шаха.
Заброшенная ночью на вертолете, команда из четырёх человек направляется к последнему известному местоположению Шаха. Из-за горной местности, в которой действует группа, связь с Джей-Бад становится затруднительной. Хотя команда и опознает Шаха, их обнаруживают местные жители деревни; один из них несёт рацию. Полагая, что жители деревни являются сторонниками Талибана, «морские котики» спорят, освободить их или убить. Мерфи приказывает их освободить.
Команда продолжает подниматься по склону горы, прерывая свою миссию и намереваясь эвакуироваться. Однако, верные опасениям SEAL, жители деревни предупреждают Талибан, который преследует команду. Хотя SEAL начинают с преимуществом, огромное количество сил Талибана начинает подавлять их и их позицию. Оттеснённые к ущелью, SEAL не имеют иного выбора, кроме как прыгнуть, но теряют равновесие, когда перед ними взрывается РПГ. Диц убит, а оставшиеся SEAL отчаянно пытаются собрать поддержку. Мерфи взбирается на скалу, чтобы получить чёткий сигнал, который наконец оповещает QRF, хотя вскоре его убивают. 
QRF бросается на помощь SEAL, хотя два вертолёта Boeing CH-47 Chinook прилетают без поддержки McDonnell Douglas AH-64 Apache. Ненадолго воодушевленные прибытием подкрепления, Латтрелл и Экселсон беспомощно наблюдают, как один Chinook сбит РПГ. Второй прекращает полёт, оставляя Латтрелла и Экселсона на произвол судьбы. Уже тяжело раненный в бою, дезориентированный Экселсон вскоре загнан в угол талибскими боевиками и убит. Латтрелла также обнаруживают, хотя он переживает атаку РПГ и может спрятаться от преследователей на ночь и сбежать.
Блуждая в одиночестве, Латтрелл пересекает небольшой ручей, когда его обнаруживает Мохаммед Гулаб, местный пуштун. Взяв раненого и измученного Латтрелла под свою опеку, Гулаб прячет его от талибов в своём доме, а также отправляет другого жителя деревни на ближайшую американскую базу, чтобы сообщить о местонахождении Латтрелла. Шах прибывает в деревню, чтобы казнить Латтрелла, однако жители деревни сопротивляются. Шах уходит, но позже возвращается с несколькими талибскими боевиками и вступает в бой с жителями деревни. Рейнджеры прибывают в разгар боя и эвакуируют Латтрелла, который также благодарит Мохаммеда за помощь.
Изображения настоящего Латтрелла, Гулаба и погибших во время миссии военнослужащих показаны в четырехминутном монтаже, а в эпилоге объясняется, что Афганский житель деревни, который защитил Маркуса, сделал это из чувства долга перед своим 2000-летним кодексом чести, известным как Пуштунвали, который требует, чтобы племя взяло на себя ответственность за защиту человека от его врагов и защиту его любой ценой. Эти храбрые мужчины и женщины по-прежнему процветают сегодня в суровых горах Афганистана, и их борьба с Талибаном продолжается.

## В ролях
Что делает эту историю такой особенной, так это связь и товарищество между ребятами, а также то, в каком состоянии мы находимся в современном мире. Больше всего меня тронул подвиг Гулаба и его односельчан. Он меня очень вдохновил и вселил в меня надежду на будущее.
| Актёр            | Роль                                            |
| ---------------- | ----------------------------------------------- |
| Марк Уолберг     | старшина первого класса Маркус Латтрелл         |
| Тейлор Китч      | лейтенант Майкл П. Мёрфи                        |
| Эмиль Хирш       | помощник наводчика второго класса Дэнни Дитц    |
| Эрик Бана        | лейтенант-коммандер Эрик С. Кристенсен          |
| Бен Фостер       | сонарный техник второго класса Мэттью Аксельсон |
| Александр Людвиг | первый главный старшина Шейн Е. Паттон          |
| Сэмми Шейк       | Тарак                                           |
| Скотт Элрод      | Питер Массельман                                |
| Али Сулиман      | Гулаб                                           |
| Кори Лардж       | капитан Кенни                                   |
| Рич Тинг         | старшина 2-й статьи Джеймс Е. Су                |
| Дэн Билзерян     | первый главный старшина Дэн Р. Хили             |
| Джери Феррара    | сержант Хасслерт                                |

Али Сулиман, который ранее сотрудничал с Бергом в фильме 2007 года «Королевство», играет Мохаммада Гулаба, жителя афганской деревни.:43  Александр Людвиг играет помощника машиниста «морских котиков» Шейна Паттона. Маркус Латтрелл появляется в неуказанной в титрах роли. Актёрский состав дополняют Юсуф Азами в роли Ахмада Шаха, лидера Талибана; Сэмми Шейх в роли Тарака, полевого командира группы Талибана; Рич Тинг в роли PO2 Джеймса Су; Дэн Билзерян в роли старшего начальника Дэниела Хили; Джерри Феррара в роли сержанта корпуса морской пехоты США Хасслерта; Скотт Элрод в роли Питера Массельмана; Рохан Чанд в роли сына Гулаба; и Кори Лардж в роли капитана Кенни из состава спецназа ВМС США «Морские котики». Зарин Мохаммад Рахими, который выступал в качестве технического консультанта во время производства, появляется в роли пожилого чабана, который обнаруживает команду из четырёх человек SEAL во время миссии; Николас Патель и Дэниел Арройо играют пастухов, которые помогают чабану.

## Производство =

### Разработка
Когда я прочитал книгу, я сразу понял, что это будет идеальный фильм для [Берга]. Его сильная сторона как режиссёра — умение погрузить зрителя в замкнутый мир... Он любит погрузить зрителя в мир, показать ему детали, но затем поразить его эмоциональным взрывом. В книге рассказывается невероятно эмоциональная история братства и жертвенности, а затем, в конечном счёте, в истории с Гулабом, — о благодати и человечности даже посреди войны.
После публикации документальной книги Маркуса Латтрелла и Патрика Робинсона «Уцелевший» (2007) продюсер Барри Спайкингс встретился с адвокатом Латтрелла, Аланом Шварцем, который был заинтересован в экранизации. Шварц предложил зятю Спайкингса Акиве Голдсману написать сценарий. Голдсман не считал себя подходящим сценаристом для проекта и предложил Питеру Бергу написать сценарий и снять фильм. Спайкингс и Голдсман передали книгу Саре Обри, партнёрше Берга по продюсированию. Берг впервые узнал о книге во время съёмок фильма «Хэнкок», и после того, как они с Обри её прочитали, они организовали несколько встреч с Латтреллом для обсуждения экранизации. Латтрелл также посмотрел черновой вариант готовившегося к выходу фильма Берга «Королевство» (2007) и был впечатлён его режиссурой. «[Берг] покорил меня своим вниманием к деталям, — сказал он, — и тем, как он изобразил врага в фильме».
Права на экранизацию книги стали предметом торгов между множеством известных студий, включая Warner Bros., Sony Pictures Entertainment, Paramount Pictures, DreamWorks и Universal Pictures. Universal приобрела права в августе 2007 года за более чем 2 миллиона долларов. Студия также приобрела права на распространение фильма в США в рамках соглашения с продюсерами фильма, предусматривающего ухудшение ситуации. После этого Берг решил снять фильм «Морской бой» (2012) для Universal, прежде чем возобновить производство фильма «Уцелевший».

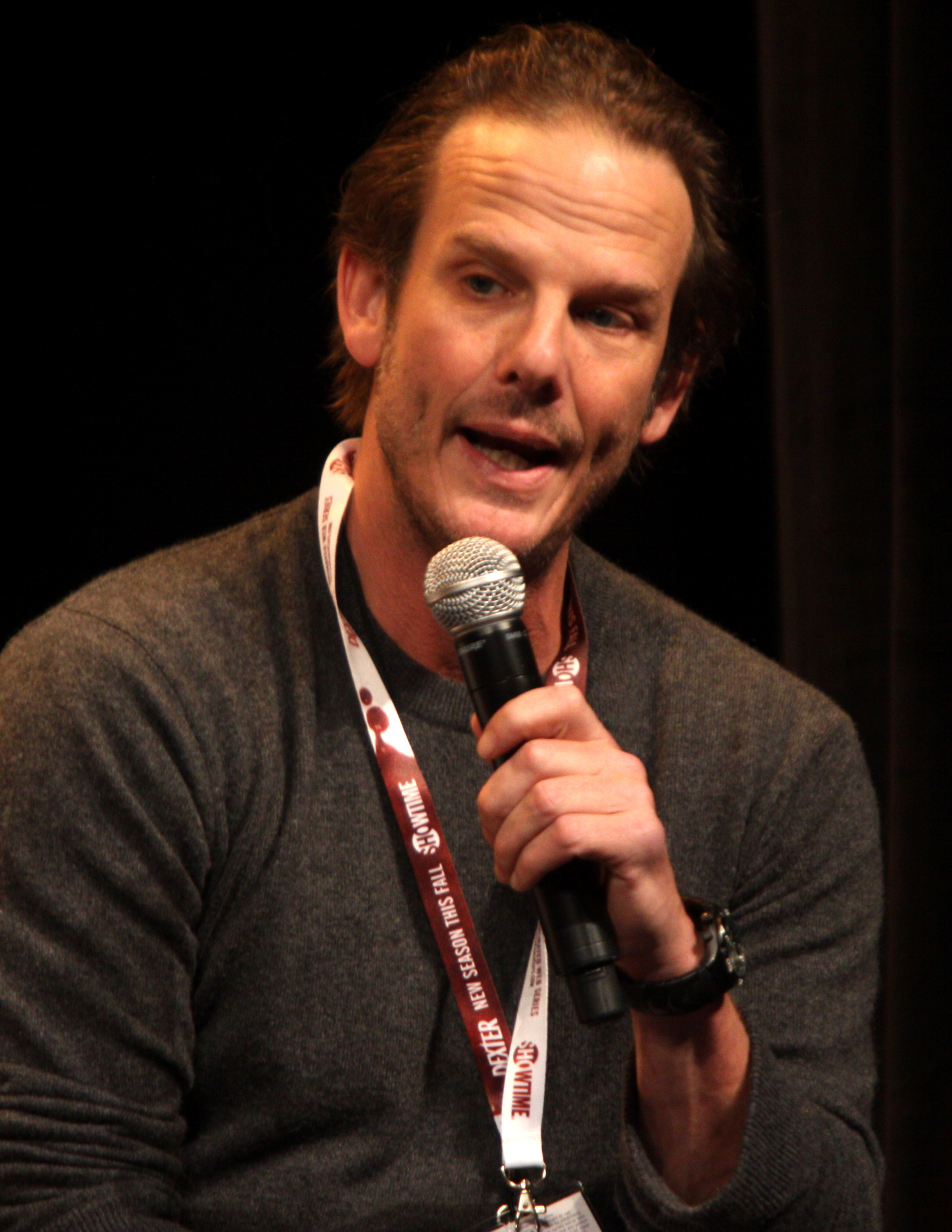
Сценарист и режиссёр Питер Берг, на фото 2012 года

Когда Марк Уолберг прочитал сценарий и выразил заинтересованность в исполнении роли Латтрелла, он и его менеджер Стивен Левинсон представили концепцию продюсеру Рэндаллу Эмметту, соучредителю Emmett/Furla Films, во время съёмок фильма «Два ствола» в 2012 году. Прочитав сценарий, Эмметт отправился в Лос-Анджелес, где встретился с Бергом и Обри, чтобы обсудить производство фильма. После того, как Universal получила права на прокат «Уцелевшего» в США, Великобритании и Италии, независимая кинокомпания Foresight Unlimited исполнительного продюсера Марка Дэймона пригласила Берга и Эмметта на Каннский кинофестиваль 2012 года, чтобы обеспечить предварительные продажи по всему миру. Фильм собрал 30 миллионов долларов на предварительных продажах дистрибьюторам на 40 международных рынках.
Предполагаемый бюджет «Уцелевшего» составлял 40 миллионов долларов. Три продюсерские компании – Emmett/Furla Films, Herrick Entertainment и Envision Entertainment – совместно финансировали фильм. Кроме того, в рамках соглашения с Universal об отрицательном доходе продюсеры фильма — Берг, Обри, Спайкингс, Голдсман, Эмметт, Уолберг, Левинсон, Нортон Херрик и Виталий Григорьянц — внесли не менее 1 миллиона долларов каждый на финансирование производственных расходов. Чтобы избежать дальнейших расходов, Берг решил работать за минимальную зарплату, разрешенную правилами Гильдии режиссёров Америки, — 17 000 долларов в неделю. Он также убедил нескольких актёров и членов съёмочной группы снизить запрашиваемые ими цены.

### Кастинг
Несколькими годами ранее Берг обсуждал проект с Уолбергом, Тейлором Китчем, Эмилем Хиршем и Беном Фостером. Universal провела открытый кастинг в Лос-Анджелесе, помогая создателям фильма найти актёров второго плана, массовку, дублёров для фотосессий и дублёров на вторых ролях. В августе 2012 года было объявлено, что Александр Людвиг и Эрик Бана присоединились к актёрскому составу.
Хотя Уолберг, Китч, Хирш и Фостер прошли физическую подготовку к своим ролям до съёмок, Латтрелл организовал трёхнедельный курс тренировок в учебном лагере в Нью-Мексико, где актёры проходили обучение у элитных военных по оружию, военной связи и тактике. Военный советник Марк Семос провёл для четырёх актёров учения с боевой стрельбой, чтобы они могли ощутить физическое воздействие стрельбы из армейских винтовок. Они также практиковали упражнения «стрельба-ход-укрытие», чтобы иметь возможность убедительно реагировать в роли бойцов ВМС США во время съёмок.

### Сценарий
Эта история о совместной работе ради чего-то большего, чем наше эго, больше, чем наша индивидуальность. Она о том, как объединиться как группа — защищать друг друга, любить друг друга, заботиться друг о друге — и обрести в команде большую силу, чем по отдельности. Маркус [Латтрелл] написал книгу, которая, несмотря на то, что в ней рассказывается о 19 погибших в трагический день в Афганистане, повествует о братстве, самопожертвовании и командной преданности.
Хотя книга описывает вербовку и обучение Латтрелла в 1999 году, а также его командировку в Афганистан в 2005 году, Берг решил, что экранизация будет сосредоточена главным образом на событиях провалившейся операции спецназа ВМС США «Красные крылья», а также на дружбе и товариществе Латтрелла и его погибших товарищей по команде. Перед написанием сценария Берг встречался с семьями погибших. «Моё исследование началось со встречи с семьями погибших товарищей по команде «Морские котики», — сказал он. «Я поехал в Нью-Йорк и встретил семью Мёрфи. Я поехал в Колорадо и встретил семью Дитцев, а затем в Северную Калифорнию и встретился с семьей Аксельсонов. Проведя с ними время, понимаешь, что эти ребята были лучшими и самыми яркими; они были звёздами семей. Горе и раны до сих пор не зажили. Нужно быть бесчеловечным, чтобы не чувствовать ответственности, когда с тобой делятся таким горем». Берг также отметил, что семьи мотивировали его сделать историю максимально реалистичной; его целью было «погрузить [зрителя] в то, через что прошли эти ребята. И это, очевидно, был травмирующий, жестокий и изнурительный опыт».
Чтобы обеспечить достоверность, Латтрелл переехал в дом Берга на месяц, пока тот писал сценарий. Он выступил в качестве консультанта, подробно рассказав Бергу о событиях, которые разворачивались во время операции «Красные крылья». Позже Берг был прикомандирован к команде «Морских котиков», став первым гражданским лицом, поступившим так, и прожил с ними месяц в Ираке, продолжая писать сценарий. Воссоздавая ранения и смерти павших военнослужащих «Морских котиков», Берг опирался на свидетельства очевидцев Латтрелла из книги, а также на отчёты о вскрытии трупов погибших и отчёты о боевых действиях. ВМС США предоставили отчёты об инцидентах, связанных с миссией, а также архивные кадры военных учений, которые показаны во время начальных титров фильма:1  Фотографии, показанные во время вступительных титров, были взяты из книги военных фотографий Ричарда Д. Шёнберга «Единственный лёгкий день был вчера: создание морских котиков». Во время съёмок диалоги были немного изменены по сравнению со сценарием Берга, поскольку режиссёр иногда поощрял актёров импровизировать.

## Съёмки

### Основные съёмки
Основные съёмки должны были начаться 15 сентября 2012 года, но начались только в октябре того же года. Фильм снимался в Нью-Мексико. Производство получило 25% налоговую льготу за съёмки в штате. Бергу была предоставлена творческая автономия, поскольку Universal не полностью контролировала производство фильма. В фильме «Уцелевший» Берг продолжил свою традицию привлекать ветеранов войны в свою съёмочную группу. Латтрелл, наряду с несколькими другими ветеранами спецназа ВМС США, выступал в качестве технических консультантов во время съёмок. Кроме того, старший военный советник Гарри Хамфрис, бывший спецназовец ВМС США, работавший с Бергом над фильмами «Хэнкок» и «Королевство», был сопродюсером.
Съёмки сначала проходили в горах Сангре-де-Кристо в Национальном лесу Санта-Фе. Восемь дней съёмок проходили в горах высотой от 11 000 до 12 000 футов (3400–3700 м). Воссоздавая горный хребет Гиндукуш, простирающийся между Афганистаном и Пакистаном, съёмочная группа снимала в 10 отдельных местах в национальном лесу. Постановщику трюков и режиссёру второй съёмочной группы Кевину Скотту было поручено изобразить четырёх бойцов спецподразделения «Морские котики», падающих по пересеченной местности с уклоном в шестьдесят градусов. Скотт не ставил трюки и не заставлял исполнителей использовать тросы или манекены. Он поручил им падать со скал с высоты от 15 до 20 футов (4,6–6,1 м) и не смотреть на землю до самого удара о землю. Несколько каскадёров получили травмы после падения с гор, поскольку падение оказалось слишком сложным для контроля.
Съёмки были перенесены в Чилили, штат Нью-Мексико, на две недели. Лесистые местности были использованы для съёмок нескольких батальных сцен, а художественный отдел построил декорации для создания афганской деревни, занятой Ахмад Шахом (Юсуф Азами) и его повстанцами Талибана, а также пуштунской деревни, где спасают Латтрелла (Марк Уолберг). Затем съёмки переместились на авиабазу Киртланд в Альбукерке, штат Нью-Мексико, которая также использовалась для сцен, происходящих на авиабазе Баграм, военной базе США в Афганистане. Затем производство переехало в звуковые павильоны на студии I-25 в Альбукерке. Создатели фильма заняли две павильона площадью 26 000 квадратных футов (2400 м2) на объекте для внутренних сцен и работы с хромакеем. Художественный отдел построил дом персонажа Гулаба, а также интерьеры для патрульной базы аэродрома Баграм — Кэмп-Уэлетт. Работа над синим экраном включала сцены, изображающие CH-47 Chinook в карданном подвесе, и 4-футовую масштабную модель скалы горы Гиндукуш, созданную командой художественного отдела в Лос-Анджелесе:1.  Основные съёмки завершились в ноябре 2012 года, после 42 дней съёмок.

## Награды и номинации
- 2014 — две номинации на премию «Оскар»: лучший звук (Энди Кояма, Бо Бордерс, Дэвид Браунлоу), лучший звуковой монтаж (Уайли Стейтман)
- 2014 — три номинации на премию «Сатурн»: лучший приключенческий фильм, боевик или триллер, лучший режиссёр (Питер Берг), лучший грим (Говард Бергер, Джейми Келман, Питер Монтанья)
- 2014 — номинация на премию «Спутник» за лучший адаптированный сценарий (Питер Берг)
- 2014 — премия Гильдии киноактёров США за лучший каскадёрский состав
- 2014 — номинация на премию Гильдии сценаристов США за лучший адаптированный сценарий (Питер Берг)
- 2013 — попадание в десятку лучших фильмов года по версии Национального совета кинокритиков США